# USS Pintado (SS-387)
Za druga plovila z istim imenom glejte USS Pintado.
USS Pintado (SS-387) je bila jurišna podmornica razreda balao v sestavi Vojne mornarice Združenih držav Amerike.
Med drugo svetovno vojno je podmornica opravila 6 bojnih patrulj, pri čemer je potopila 8 ladij v skupni tonaži 42.956 ton.